# 切爾納鄉 (圖爾恰縣)
45°05′N 28°19′E / 45.083°N 28.317°E
切爾納鄉（羅馬尼亞語：Comuna Cerna, Tulcea），是羅馬尼亞的鄉份，位於該國東南部，由圖爾恰縣負責管轄，面積222平方公里，海拔高度54米，2002年人口4,094，人口密度每平方公里18人。